# Yuria Haga
Erro Lua em Módulo:Unicode_data na linha 297: attempt to index local 'data_module' (a boolean value). é uma atriz e modelo japonesa.

## Filmografia

### Séries de TV
- Doremisora (2002)
- Kokoro (2003)
- Kamen Rider 555 (2003)
- Shin: Inochi no genba kara (2004)
- Sh15uya (2005)
- Kamen Rider Kiva (2008)
- Kamen Rider Decade (2009)
- Kamen Rider: O Cavaleiro Dragão (2009, dublagem)

### Filmes
- Dokomademo ikou (1999)
- Gaichuu (2001)
- Kamen Rider 555: Paradise Lost (2003)
- Strawberry Fields (2006)
- Master of Thunder: Kessen!! Fuumaryuukoden (2006)